# Collocalia
Collocalia es un género de aves apodiformes perteneciente a la familia Apodidae. Anteriormente contenía muchas más especies pero la mayoría de ellas se trasladaron a Aerodramus y una a Hydrochous.

## Especies
Las especies que permanecen en el género son:
- Collocalia esculenta – salangana lustrosa;
- Collocalia linchi – salangana linchi;
- Collocalia dodgei – salangana de Kinabalu;
- Collocalia troglodytes – salangana chica.